# 関川村
1. 大したもん蛇まつり
2. 高瀬温泉

関川村（せきかわむら）は、新潟県の北部に位置し、岩船郡に属する村。村上市への通勤率は23.4%（平成22年国勢調査）。

## 概要
村の中心となる下関（しもせき）は旧米沢街道における要所として発展し、豪農・豪商の邸宅や庭園が残る宿場町のまち並みは2007年に「美しい日本の歴史的風土100選」に選定された。その周りにはえちごせきかわ温泉郷が並び、荒川沿いの渓谷は隣接する山形県小国町の赤芝峡とあわせて紅葉の名所となっている。

「越後下関 柳とせせらぎ通り[2]」の街並みと佐藤家住宅（重要文化財）
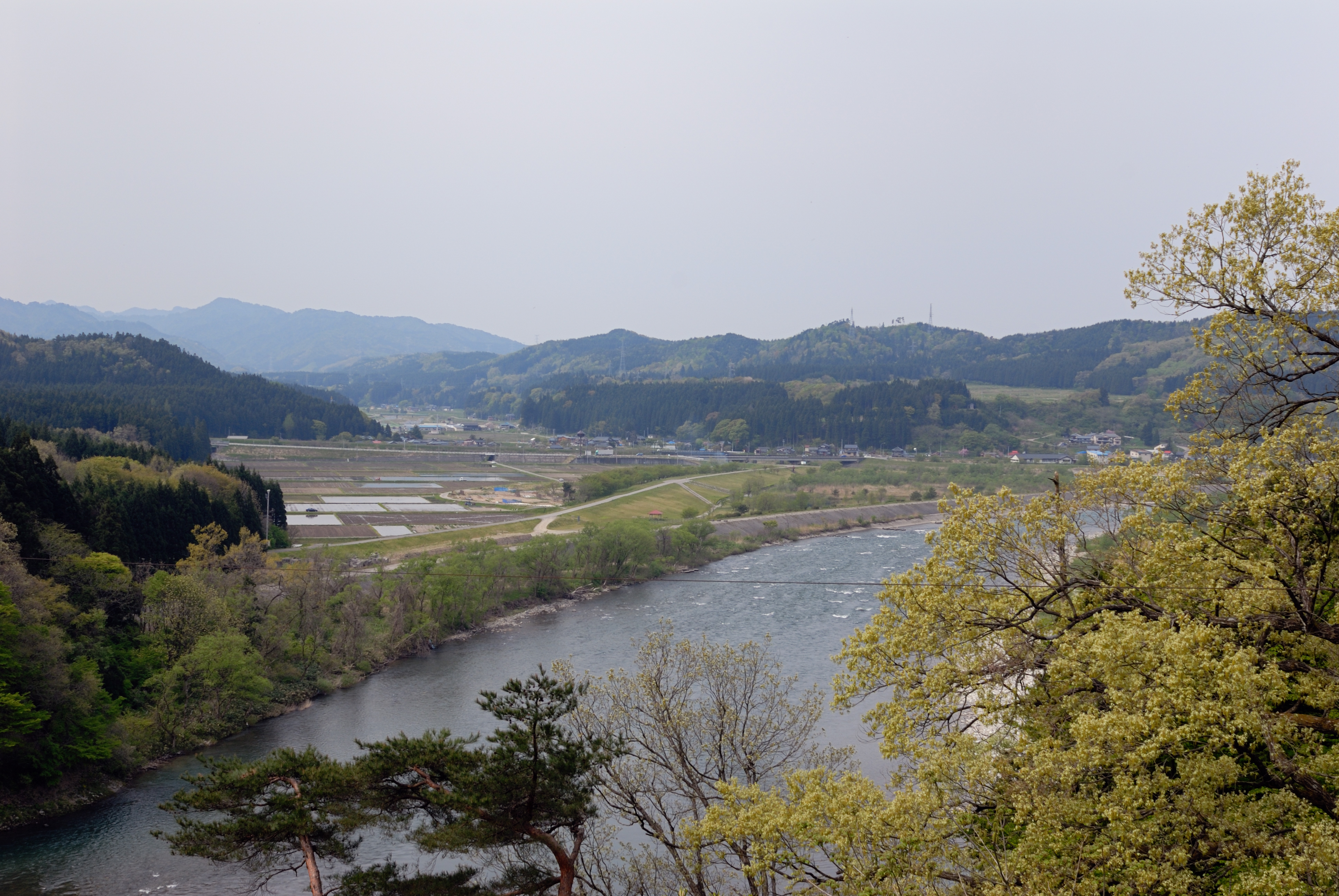
村内風景

## 地理

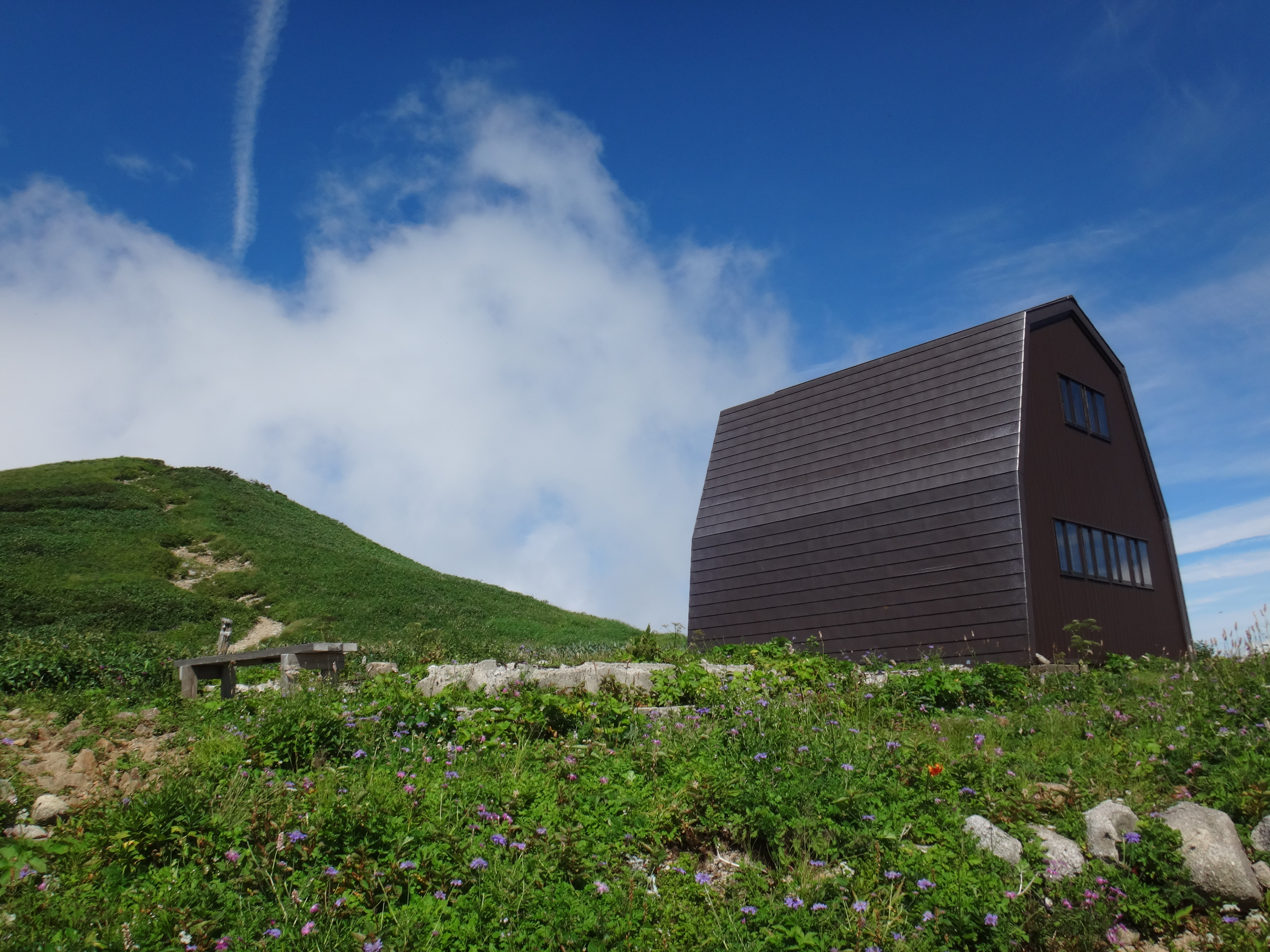
えぶり差岳

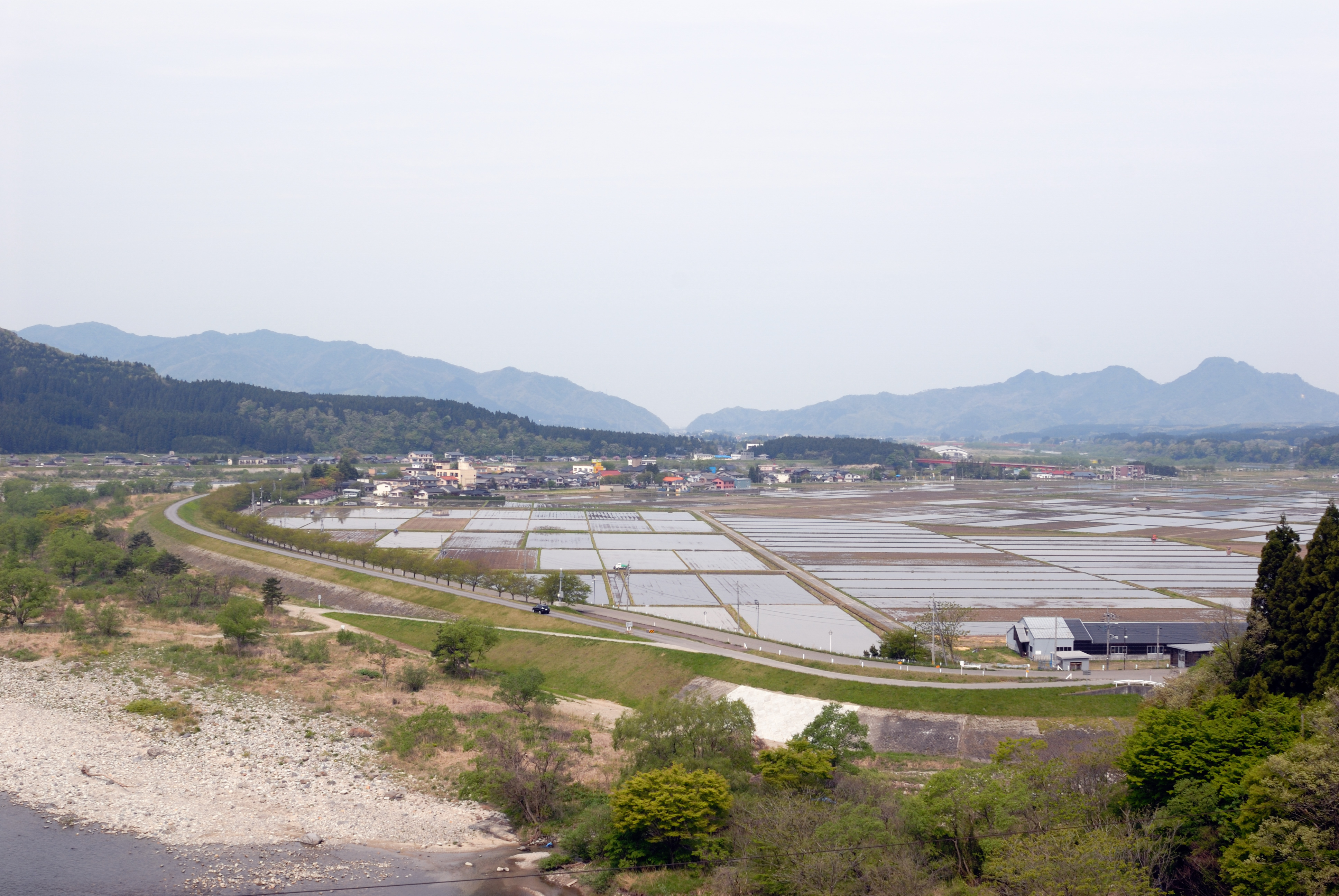
国の「桜づつみモデル事業」に選ばれた荒川の堤防

- 山：えぶり差岳
- 河川：荒川、大石川、女川
  - ダム：大石ダム、鷹の巣ダム

### 気候
村全域が国から特別豪雪地帯の指定を受けている。役場近くのアメダス「下関」地点の平年値は降雪量累計が519 cm、最深積雪が86 cm。
雪の量は村内でも地形に応じて大きく変わり、1958年以降の積雪深の最高記録は、役場付近の関小学校(現在は関川小学校)では228 cmだが、山形県境近くの金丸小学校(現在は廃校)では400 cmとなっている。
| 下関（1991年 - 2020年）の気候      | 下関（1991年 - 2020年）の気候 | 下関（1991年 - 2020年）の気候 | 下関（1991年 - 2020年）の気候 | 下関（1991年 - 2020年）の気候 | 下関（1991年 - 2020年）の気候 | 下関（1991年 - 2020年）の気候 | 下関（1991年 - 2020年）の気候 | 下関（1991年 - 2020年）の気候 | 下関（1991年 - 2020年）の気候 | 下関（1991年 - 2020年）の気候 | 下関（1991年 - 2020年）の気候 | 下関（1991年 - 2020年）の気候 | 下関（1991年 - 2020年）の気候 |
| 月                                 | 1月                           | 2月                           | 3月                           | 4月                           | 5月                           | 6月                           | 7月                           | 8月                           | 9月                           | 10月                          | 11月                          | 12月                          | 年                            |
| ---------------------------------- | ----------------------------- | ----------------------------- | ----------------------------- | ----------------------------- | ----------------------------- | ----------------------------- | ----------------------------- | ----------------------------- | ----------------------------- | ----------------------------- | ----------------------------- | ----------------------------- | ----------------------------- |
| 最高気温記録 °C （°F）             | 14.8 (58.6)                   | 19.3 (66.7)                   | 23.3 (73.9)                   | 30.8 (87.4)                   | 32.9 (91.2)                   | 34.3 (93.7)                   | 37.0 (98.6)                   | 39.6 (103.3)                  | 37.0 (98.6)                   | 32.0 (89.6)                   | 26.0 (78.8)                   | 20.4 (68.7)                   | 39.6 (103.3)                  |
| 平均最高気温 °C （°F）             | 3.9 (39)                      | 4.6 (40.3)                    | 8.7 (47.7)                    | 15.6 (60.1)                   | 21.6 (70.9)                   | 24.9 (76.8)                   | 28.2 (82.8)                   | 30.1 (86.2)                   | 26.0 (78.8)                   | 19.8 (67.6)                   | 13.3 (55.9)                   | 7.0 (44.6)                    | 17.0 (62.6)                   |
| 日平均気温 °C （°F）               | 1.0 (33.8)                    | 1.1 (34)                      | 4.0 (39.2)                    | 9.8 (49.6)                    | 15.7 (60.3)                   | 20.0 (68)                     | 23.8 (74.8)                   | 25.1 (77.2)                   | 21.1 (70)                     | 14.8 (58.6)                   | 8.6 (47.5)                    | 3.5 (38.3)                    | 12.4 (54.3)                   |
| 平均最低気温 °C （°F）             | −1.6 (29.1)                   | −2.2 (28)                     | −0.4 (31.3)                   | 4.1 (39.4)                    | 10.1 (50.2)                   | 15.3 (59.5)                   | 20.1 (68.2)                   | 21.0 (69.8)                   | 16.9 (62.4)                   | 10.3 (50.5)                   | 4.3 (39.7)                    | 0.4 (32.7)                    | 8.2 (46.8)                    |
| 最低気温記録 °C （°F）             | −12.4 (9.7)                   | −14.1 (6.6)                   | −10.9 (12.4)                  | −6.7 (19.9)                   | 0.9 (33.6)                    | 5.6 (42.1)                    | 11.4 (52.5)                   | 11.2 (52.2)                   | 6.3 (43.3)                    | −0.5 (31.1)                   | −2.9 (26.8)                   | −9.6 (14.7)                   | −14.1 (6.6)                   |
| 降水量 mm （inch）                 | 311.9 (12.28)                 | 200.9 (7.909)                 | 168.9 (6.65)                  | 142.1 (5.594)                 | 138.8 (5.465)                 | 162.6 (6.402)                 | 280.4 (11.039)                | 207.3 (8.161)                 | 183.4 (7.22)                  | 223.6 (8.803)                 | 313.7 (12.35)                 | 370.9 (14.602)                | 2,687.2 (105.795)             |
| 降雪量 cm （inch）                 | 206 (81.1)                    | 168 (66.1)                    | 58 (22.8)                     | 2 (0.8)                       | 0 (0)                         | 0 (0)                         | 0 (0)                         | 0 (0)                         | 0 (0)                         | 0 (0)                         | 3 (1.2)                       | 87 (34.3)                     | 519 (204.3)                   |
| 平均降水日数 （≥1.0 mm）           | 26.9                          | 22.6                          | 19.8                          | 14.1                          | 12.6                          | 11.8                          | 14.8                          | 12.2                          | 13.9                          | 16.0                          | 20.6                          | 25.5                          | 210.6                         |
| 平均月間日照時間                   | 26.7                          | 43.9                          | 91.9                          | 151.3                         | 185.5                         | 160.9                         | 143.8                         | 189.0                         | 141.5                         | 120.9                         | 75.5                          | 38.1                          | 1,369.1                       |
| 出典1：Japan Meteorological Agency |                               |                               |                               |                               |                               |                               |                               |                               |                               |                               |                               |                               |                               |
| 出典2：気象庁                      |                               |                               |                               |                               |                               |                               |                               |                               |                               |                               |                               |                               |                               |

### 隣接している自治体
- 新潟県
  - 村上市
  - 胎内市
- 山形県
  - 西置賜郡：小国町

## 歴史
- 1954年（昭和29年）8月1日 - 岩船郡関谷村・女川村が合併し、関川村となる。

## 人口
| |                                        |  |
| 関川村と全国の年齢別人口分布（2005年） | 関川村の年齢・男女別人口分布（2005年） |  |
| ■紫色 ― 関川村 ■緑色 ― 日本全国 | ■青色 ― 男性 ■赤色 ― 女性              |  |
| 関川村（に相当する地域）の人口の推移 \| 1970年（昭和45年） \| 9,559人 \| \| \| 1975年（昭和50年） \| 8,928人 \| \| \| 1980年（昭和55年） \| 8,638人 \| \| \| 1985年（昭和60年） \| 8,427人 \| \| \| 1990年（平成2年） \| 8,094人 \| \| \| 1995年（平成7年） \| 7,781人 \| \| \| 2000年（平成12年） \| 7,510人 \| \| \| 2005年（平成17年） \| 7,019人 \| \| \| 2010年（平成22年） \| 6,438人 \| \| \| 2015年（平成27年） \| 5,832人 \| \| \| 2020年（令和2年） \| 5,144人 \| \| |                                        |  |
| 総務省統計局 国勢調査より |                                        |  |
| 1970年（昭和45年） | 9,559人                                |  |
| 1975年（昭和50年） | 8,928人                                |  |
| 1980年（昭和55年） | 8,638人                                |  |
| 1985年（昭和60年） | 8,427人                                |  |
| 1990年（平成2年） | 8,094人                                |  |
| 1995年（平成7年） | 7,781人                                |  |
| 2000年（平成12年） | 7,510人                                |  |
| 2005年（平成17年） | 7,019人                                |  |
| 2010年（平成22年） | 6,438人                                |  |
| 2015年（平成27年） | 5,832人                                |  |
| 2020年（令和2年） | 5,144人                                |  |

人口流出や高齢化が続いている。この対策として、2011年に若者向けの村営住宅「メゾン下関」が建設されるなどの試みが行われている。

## 行政
- 平田大六（2001年12月24日から）
- 加藤弘（2017年12月24日就任、1期目）

## 経済

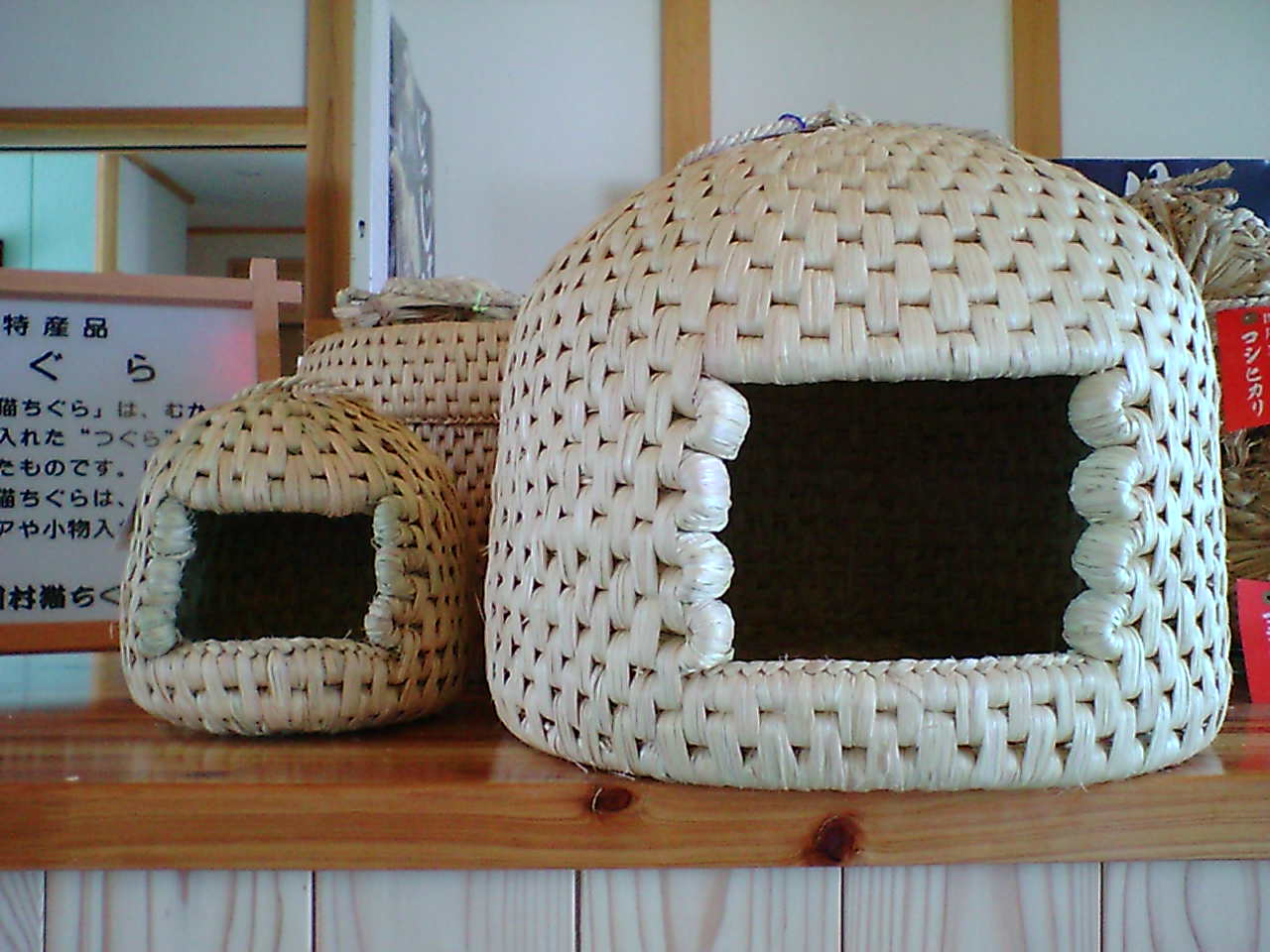
猫ちぐら

### 産業
- 主な産業
  - 水力発電 - 東北電力鷹の巣発電所 (15,700kW)[8]、荒川水力電気岩船発電所 (11,500kW)[9]・大石発電所 (10,900kW)[10]
  - 猫ちぐら
  - 半導体ウェハー製造 - グローバルウェーハズ・ジャパンの関川工場がある。東芝セラミックスの子会社・関川電子の工場として1980年代に稼働を開始した[11][12]。
- 下関では1・6のつく日に六斎市が開催されており、明治から100年以上の歴史があると言われる[13]。

## 教育
村内に高等学校および中等教育学校はなく、2014年度から村外への通学者向けにJRおよび新潟交通観光バスの通学定期券購入補助事業が行われている。

### 中学校
- 関川中学校
2005年、関谷中学校と女川中学校が閉校し、関谷中学校の地に開校。

### 小学校
- 関川小学校
2010年、安角小学校、関小学校、女川小学校、川北小学校、土沢小学校が閉校し、関小学校の地に開校。

## 交通

### 鉄道路線
- 東日本旅客鉄道（JR東日本） 米坂線
  - 越後金丸駅 - 越後片貝駅 - 越後下関駅 - 越後大島駅
  - 中心駅：越後下関駅

### 高速バス
- 新潟 - 山形線（Zao号） （下関停留所から両方面の乗降が可能）

### 代替交通

関川村エリア廃止時のバス路線図。時刻表は新潟交通観光バス：下関エリアを参照。

新潟交通観光バス下関営業所が2025年3月31日の運行をもって管内全路線廃止、閉所した。

#### 関川村コミュニティバス
2025年4月1日より新潟交通観光バス下関営業所の一部路線を引継ぎ、運行を開始した。新潟交通観光バス村上営業所に運行を委託している。
〔…〕の区間は自由乗降区間。平日のみ運行。
- 川北線
  - 旧下関営業所 - 道の駅関川 - 〔上関 - 高瀬 - 沢 - 小見 - 高田〕 - 桂入口 - 桂
- 女川線
  - 関川小学校  - 道の駅関川 - 旧下関営業所 - 上野原 - 旧女川保育園前 - 〔上野 - 中束 - 宮前 - 朴坂〕

#### 村内予約制乗合タクシー「えぶり号」
- 2020年（令和2年）8月より運行開始[17][18]。
- 2025年4月1日より運行範囲拡大[16]

### 道路
一般国道

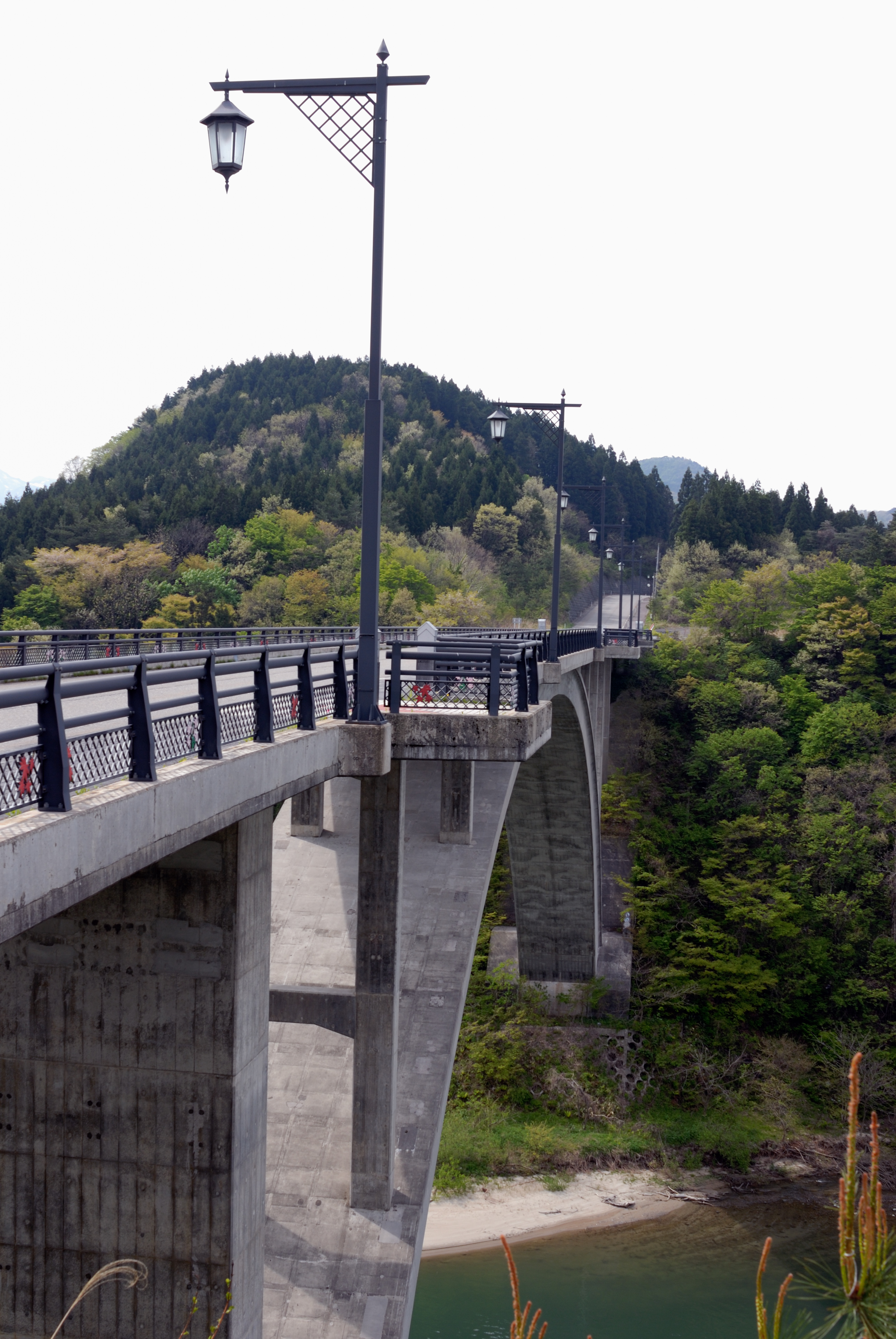
丸山大橋

- 国道113号 （新潟山形南部連絡道路を建設中）
- 国道290号

都道府県道
- 主要地方道 なし
- 一般県道
  - 新潟県道272号黒俣越後下関停車場線
  - 新潟県道273号大栗田越後下関停車場線
  - 新潟県道307号湯沢上関線
  - 新潟県道308号高瀬上関線

主な橋
- 丸山大橋 - アーチ支間長が118m（橋長175m）であり、市町村道にかかる鉄筋コンクリート固定アーチ橋のなかでは、日本一の長さを誇る[19][20]。

道の駅
- 関川

## 名所・旧跡・観光スポット・祭事・催事

### 名所・旧跡・観光スポット

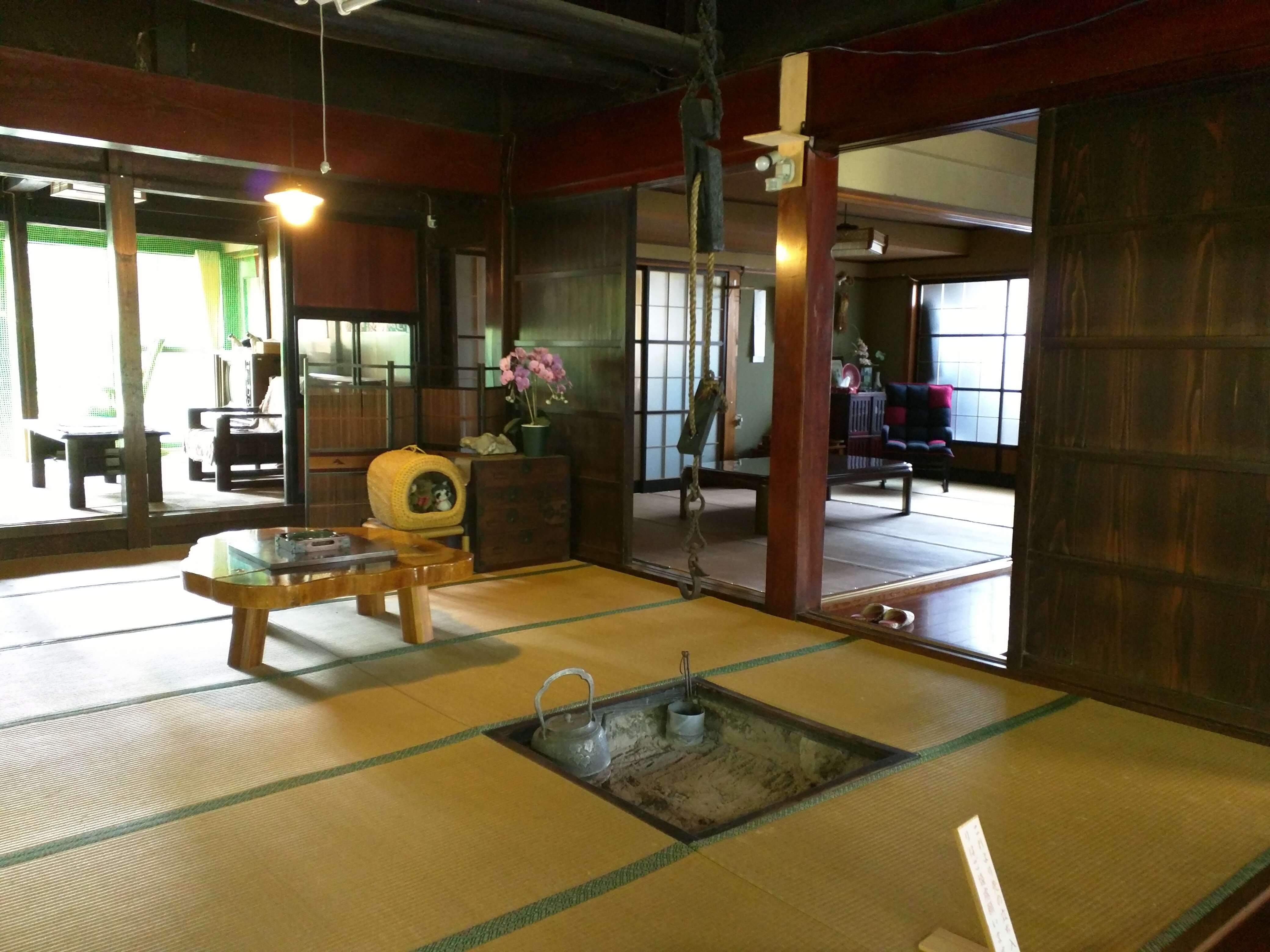
カフェとして公開されている朴坂の古民家

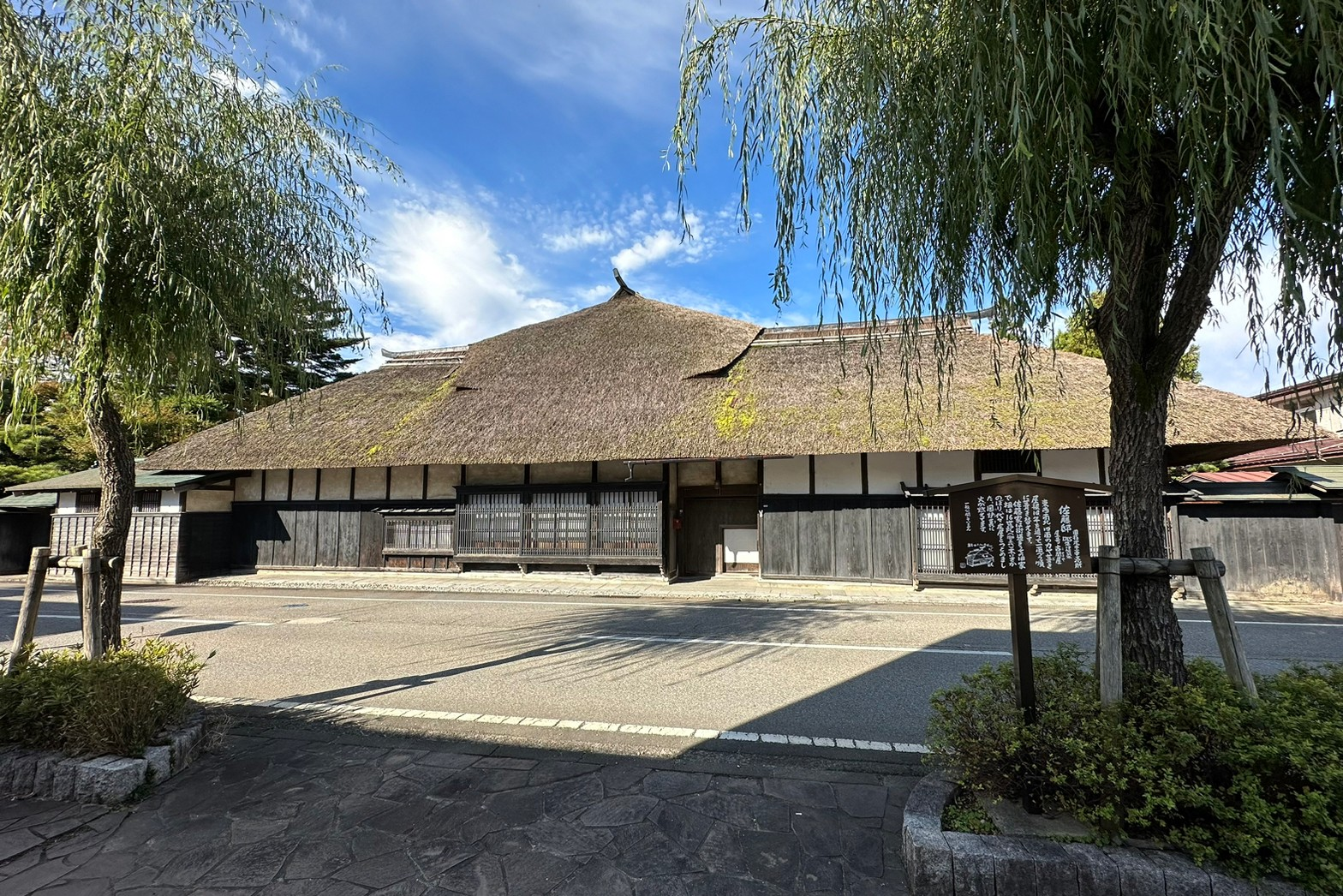
国の重要文化財 佐藤邸

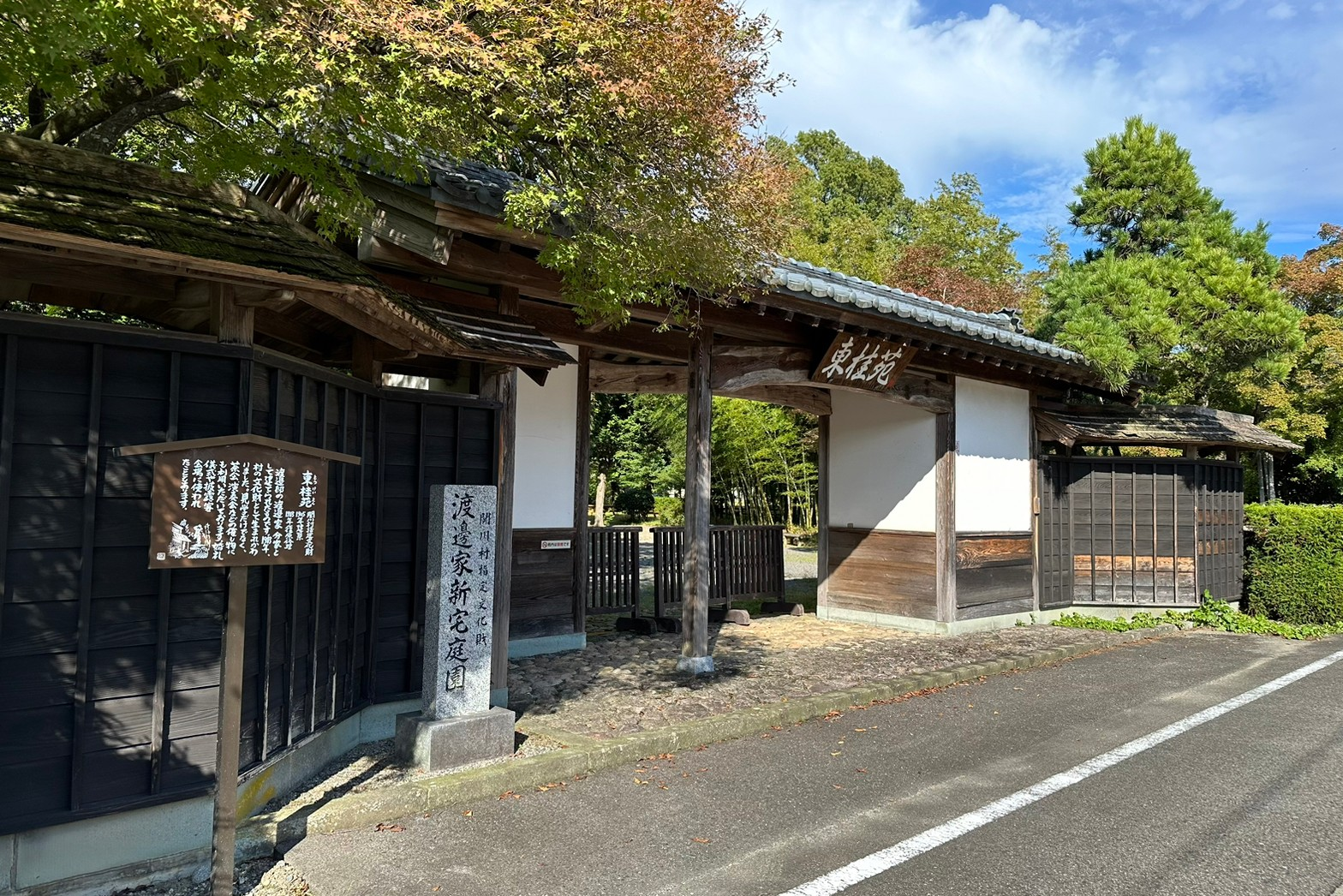
東桂苑

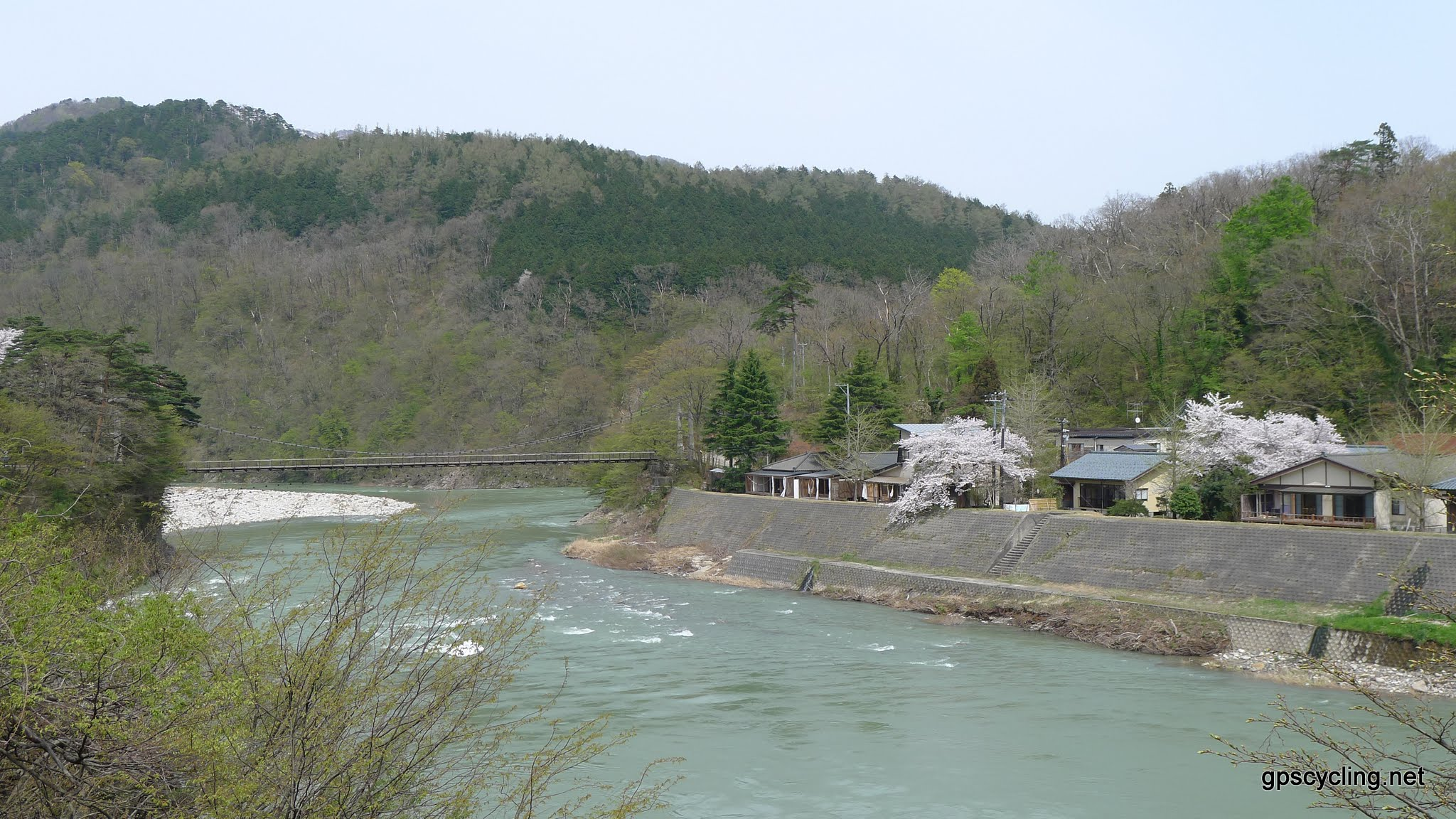
えちごせきかわ温泉郷・荒川沿いの鷹ノ巣温泉と鷹の巣吊り橋

- 越後下関 柳とせせらぎ通り（豪商・豪農の屋敷[21]）
  - 渡辺邸（国の重要文化財[22][23][24]、庭園は国の名勝[25]）
  - 佐藤邸（国の重要文化財[26][27][28][29]、非公開）
  - 津野邸（非公開）
  - 東桂苑 - 1905年（明治38年）築で、カフェなどとして公開されている[2]。映画『峠 最後のサムライ』のロケ地となった[2]。
- えちごせきかわ温泉郷
  - 高瀬温泉
  - 湯沢温泉（湯沢町にある越後湯沢温泉とは異なる）
  - 雲母温泉
  - 鷹ノ巣温泉
  - 桂の関温泉（道の駅関川 ゆ～む）
- 光兎神社 - ウサギが描かれた御朱印帳や御朱印を目当てに、国内外から観光客が訪れている[30]。
- 雲母神社 - 子宝の神社。
- 道の駅関川
  - せきかわ歴史とみちの館
- 荒川峡もみじライン
  - 鷹の巣吊り橋（にいがた景勝100選）
  - 鷹ノ巣キャンプ場
  - さざれ石 - 県境近く、荒川の両岸に形成されている天然のコンクリートのような岩[31]。
- 旧米沢街道・十三峠[32]
- 大石ダム湖畔県民休養地
  - 大石小動物園
- 大石オートキャンプ村 - 2001年（平成13年）6月オープン[33][34]。
- わかぶな高原スキー場 - 2020-2021シーズンは休業、そのまま閉鎖の見込みである。詳しくは当該記事を参照。

### 祭事・催事
- 3時のラジオ体操（広報無線）
- えちごせきかわ大したもん蛇まつり（8月下旬） - 羽越豪雨（8.28水害）に因んだ82.8 mの蛇が村内を練り歩く[35]。
- 下関まつり（9月）
- 七ヶ谷雪ほたる（2月）

## 出身人物

### 政治・経済
- 伊藤貞次（広島市長[36]、元キャンディーズのメンバー伊藤蘭の曽祖父） - 下関地区出身[37]。
- 佐藤泰造（渡辺三左衛門の弟、村上水電社長、地主、農業、新潟県多額納税者）
- 渡辺三左衛門（渡辺家第10代、新潟県会議員、関谷村長、新潟貯蓄銀行取締役、地主、農業、新潟県多額納税者、資産家）
- 渡辺万寿太郎（渡辺家第11代、関谷村長、関川村長、農業）[38]
- 渡辺忍（朝鮮農地開発営団理事長）

### スポーツ
- 王輝（元大相撲力士）
- 近裕崇（バレーボール選手）

### 芸能
- 山口コンボイ（お笑いコンビ・ケビンスのメンバー）